# Bălușeni (gmina)
Bălușeni – gmina w Rumunii, w okręgu Botoszany. Obejmuje miejscowości Bălușeni, Bălușenii Noi, Buzeni, Coșuleni, Draxini i Zăicești. W 2011 roku liczyła 4670 mieszkańców.